# Famille Mannerheim
La famille Mannerheim est une famille de la noblesse de Finlande, de Suède et d'Allemagne dont le membre le plus connu est Carl Gustaf Emil Mannerheim.

## Personnalités
- Carl Erik Mannerheim (1759–1837), homme politique[1]
- Vendla Sofia Mannerheim, (née von Willebrand, 1779 – 1863), comtesse
- Carl Gustaf Mannerheim (1797–1854), juriste [2]
- Eva Vilhelmina Mannerheim (née von Schantz 1810–1895), comtesse
- Carl Robert Mannerheim (1835-1914), commerçant
- Eva Carolina Vilhelmina Mannerheim (1836-1905), comtesse
- Sophie Mannerheim (1863–1928), infirmière[3]
- Carl Gustaf Emil Mannerheim (1867–1951), homme d’État[4]
- Johan Mannerheim (1868–1934), industriel
- Aina Mannerheim (1869–1964), chanteur
- Eva Mannerheim-Sparre (1870-1958), écrivain[5]
- Anastasia Mannerheim (née Arapova, 1872–1936)[6],
- Anastasie Mannerheim (1893–1978),
- Sophie Mannerheim (1895–1963),
- Augustin Mannerheim (1915–2011), écrivain
- Evo Mannerheim-Weckman (1903–1984), écrivain